# NGC 4079
NGC 4079 (другие обозначения — UGC 7067, MCG 0-31-34, ZWG 13.67, IRAS12022-0206, PGC 38240) — галактика в созвездии Дева.
Этот объект входит в число перечисленных в оригинальной редакции «Нового общего каталога».
Является спиральной галактикой с двумя рукавами. Её спиральная структура очень правильная и протяжённая. Рукава узкие вблизи ядра, но при отдалении от него становятся широкими.